# Sandra Mínguez Corral
Sandra Mínguez Corral (n. Landete, Cuenca, Castilla-La Mancha, España, 7 de octubre de 1983) es una política, profesora de secundaria y matemática española.

## Biografía
Nacida en el municipio conquense de Landete, el día 7 de octubre de 1983.
Es licenciada en Matemáticas por la Universidad de Valencia en 2008.
Tras finalizar sus estudios superiores, en el mes de julio de 2009 aprobó una oposición para poder ser profesora de educación secundaria. Desde entonces se ha dedicado siempre al mundo de la enseñanza y al mismo tiempo estuvo durante 3 años en el "Programa Integra", que es para prevenir el abandono escolar temprano destinado al alumnado con un perfil de desestructuración familiar y económica.
Más tarde decidió ampliar sus estudios, realizando un Máster en Prevención, Abandono y Fracaso escolar y también asistió a diversos cursos de innovación en numerosas materias de la enseñanza. 
En el mundo del activismo, siempre ha participado activamente en el Movimiento 15-M y tiempo más tarde pasa a ingresar en el recién creado partido político "Podemos", del cual logró entrar en la dirección autonómica del partido como Consejera Estatal y como Responsable de Educación y de la Secretaría de Organización en la Comunidad Valenciana.
Actualmente tras las Elecciones autonómicas de 2015 fue elegida diputada en las Cortes Valencianas, por la lista de Podemos en la circunscripción electoral de Valencia.
Como diputada, pertenece a las Comisiones parlamentarias de Educación y Cultura, de Sanidad y consumo, a la Comisión especial de Participación Ciudadana y a la de Investigación sobre los aspectos de la gestión general de las instituciones feriales de la Generalitat y también a la Comisión de investigación para el estudio del proceso de adjudicación de las plazas de residencias de accesibilidad para las personas dependientes.